# 주간한국
《주간한국》(週刊韓國)은 1964년 9월 27일 한국일보에 의해 창간된 주간지로서 한국에서 가장 먼저 생긴 시사종합주간지이다. 특히 1985년에 김일성 조선민주주의인민공화국 국가주석과 호네커 동독 공산당 서기장과의 회담을 단독 보도하였다. 2008년 9월부터 시사 잡지에서 문화 전문 잡지로 바뀌면서 시사 비중이 줄어든 대신 공연이나 전시, 음악회 같은 문화 비중을 늘렸다. 이후 다시 시사종합주간지로 바뀌어 2018년 1월 현재 매주 화요일에 발행되고 있으며 2018년 1월 9일까지 통권 2710호를 발간하였다. 장재구 전 한국일보 회장 측에 의해 2011년부터 한국일보와는 업무지시나 취재공유, 주식지분관계 등이 전혀 없는 완전 별개 매체로 분리되어 발행되었다. 2013년 10월 (주)한국미디어네트워크 사에 인수되었다.